# Die Juden
Der Einakter Die Juden ist Gotthold Ephraim Lessings zweites Lustspiel. Er verfasste es 1749 in Berlin. Darin thematisiert er religiöse Toleranz und Humanität. Es gilt als eines der frühsten projüdischen deutschen Dramen, das zudem 30 Jahre vor seinem bekannteren Drama Nathan der Weise entstand.

## Entstehungshintergrund
Lessing selbst schreibt über die Entstehungshintergründe seines Frühwerks:

„Es war das Resultat einer sehr ernsthaften Betrachtung über die schimpfliche Unterdrückung, in welcher ein Volk seufzen muss, das ein Christ, sollte ich meinen, nicht ohne eine Art von Ehrerbietung betrachten kann […]
Ich bekam also gar bald den Einfall, zu versuchen, was es für eine Wirkung auf der Bühne haben werde, wenn man dem Volke die Tugend da zeigte, wo es sie ganz und gar nicht vermutet.“

Im Zentrum des Stücks stehen die Themen Antisemitismus und religiöse Toleranz. Vor Lessing gab es in der deutschen Literatur keine positive und realistische Darstellung eines Juden. Einzig Gellert beschreibt im Roman Leben der schwedischen Gräfin von G*** eine vorbildliche jüdische Hauptfigur. Im Gegensatz zu Gellert, dessen Stück im fernen Sibirien spielt, versetzt Lessing den Juden jedoch nach Deutschland. Der allgemeine Antisemitismus in der Literatur sowie der Titel, der in der Komödientradition die lächerliche Figur ankündigte, ließen das Publikum eine Ständesatire erwarten. Diese Irreführung setzt Lessing bewusst ein, um das vorurteilsbehaftete Publikum zum Nachdenken anzuregen. Darin liegt der provokative Charakter des Stückes, das den weitverbreiteten Antisemitismus aufzeigt und kritisiert.

## Soziokultureller Hintergrund
Lessing hat sich beim Verfassen des Werks an der Situation der Juden im Sachsen und Preußen des 17. und 18. Jahrhunderts orientiert. Die Städte dieser zwei Staaten wollten möglichst judenfrei bleiben. Geduldet wurden nur wohlhabende Juden. Der Große Kurfürst erkannte, dass die reichen Juden der staatlichen Wirtschaft förderlich sein könnten, und erließ 1671 ein Generalgeleit, in dem er den Juden das Aufenthaltsrecht und die Handelsfreiheit gewährte. Sein Nachfolger, Friedrich I., hielt am Generalgeleit fest, verlangte aber mehr Steuern von den Juden. 
Als Friedrich Wilhelm I. 1713 an die Macht kam, verschlechterte sich die Situation der jüdischen Minderheit: Sie durften von da an nur mit einem „Attest über tadellose Führung“ und einem bestätigten Vermögen von mindestens 10.000 Talern bleiben. Zudem wurde die Anzahl Juden beschränkt, und es durfte nur ein Kind pro Familie gegen Bezahlung eines jährlichen „Schutzgeldes“ heiraten. 1730 schränkte der König die Handelsmöglichkeiten der Juden ein. Weil sich die christlichen Handelsleute bedroht fühlten, durften die Juden von da an nur noch mit „Trödelkram und sonstigen Kleinigkeiten“ handeln.
Im Jahr 1750, ein Jahr nach der Veröffentlichung von Lessings Werk Die Juden, trat das von Friedrich II. beschlossene Revidierte General-Privilegium und Reglement vor die Judenschaft in Kraft. Dadurch wurden die bürgerlichen Rechte fast aller Juden eingeschränkt. Sie durften keine Staatsämter ausüben, Mischehen wurden verboten, und der Erwerb von Land wurde Sonderregelungen unterstellt. Juden wurden in „ordentliche“ und „außerordentliche“ Schutzjuden eingeteilt, wobei die ersten das erbliche Wohnrecht besaßen, den zweiten aber nur ein „unübertragbares Wohnrecht“ gewährt wurde. Dieser Gruppe wurde die Eheschließung untersagt. Allen Juden wurde das Wohnen ausschließlich in Ghettos gestattet. 

## Inhalt
Der Gutsverwalter (Vogt) Martin Krumm hat seinen Gutsherren, den Baron, mit Hilfe eines Kumpanen überfallen. Beide gaben sich zur Tarnung als Juden aus. Der Überfall wurde allerdings durch das Einschreiten eines Reisenden vereitelt. Das Stück setzt mit einem Gespräch der beiden leer ausgegangenen Täter ein.
Krumm formuliert den Plan, sich für den missglückten Überfall an dem Retter, der aus Dankbarkeit des Herren auf dem Gut übernachtet hat, durch das Stehlen seiner Uhr zu revanchieren, entwendet dem Reisenden dann aber seine Tabaksdose. Der Bestohlene bemerkt zunächst nichts und ist gewillt, schnellstmöglich abzureisen, um die Dankbarkeit des Gutsherren nicht weiter unnötig in Anspruch zu nehmen. Auf Bitten des Barons und seiner Tochter hin lässt er sich aber erweichen und bleibt noch einen Tag länger.
Die Tochter und der Reisende hegen ein tieferes Interesse füreinander. Der gute Eindruck, den der Reisende macht, ist Anlass für den Vater, seiner Bediensteten Lisette den Auftrag zu erteilen, mehr über Stand, Besitz und Leben des Reisenden in Erfahrung zu bringen. Sie soll zu diesem Zweck dessen Bediensteten Christoph aushorchen.
Krumm hat zuvor Lisette mehr oder minder aus Zuneigung das Beutegut, die silberne Tabaksdose, geschenkt. Mit der Aussicht auf den Besitz derselben bringt Lisette Christoph, der seinen Herren erst vor kurzem kennengelernt hat und kaum etwas über ihn weiß, dazu, eine fiktive Geschichte zur Herkunft seines Herrn zu erzählen. Aufgrund der Verwirrung, die daraus resultiert und der verlorengegangenen Tabaksdose, die sich nun im Besitz Christophs befindet, kommt im Verlauf der Ereignisse die Wahrheit über Krumm, den Gutsverwalter, ans Licht. Ein weiteres Mal rettet der Reisende den Gutsherren somit vor Schaden.
Aus Dankbarkeit und Wertschätzung befürwortet der Baron die Verbindung zwischen seiner Tochter und dem Reisenden, bis man erfährt, dass der Reisende Jude ist. Das edelmütige Betragen des jüdischen Reisenden hat dazu geführt, dass er bewiesenermaßen darum bitten kann, in Zukunft weniger vorurteilsbelastet über Mitglieder seiner Religionsgemeinschaft zu denken.

## Figuren

### Der Reisende
Der Reisende ist die Hauptfigur im Stück. Er verhält sich sozial, ist intelligent und vernünftig und steht damit im Kontrast zu den übrigen Figuren des Stücks. Am Anfang rettet er den Baron heldenhaft vor einem Überfall und wird deshalb dankbar von ihm aufgenommen. Auch im späteren Verlauf wird ersichtlich, dass der Reisende ein vorbildlicher, nahezu idealer Mensch ist. Erst am Schluss des Stücks erfahren die Beteiligten zu ihrer Überraschung, dass er Jude ist. Juden müssen im Stück oft mit Vorurteilen kämpfen, doch der Reisende beweist mit seinem vorbildlichen Verhalten, dass diese Vorurteile unbegründet sind.

### Martin Krumm
Martin Krumm mit seinem sprechenden Namen ist der Gutsvogt des Barons und betreibt daneben heimlich das Diebeshandwerk. Sein Komplize Michel Stich und er überfallen als Juden verkleidet die Kutsche, in der sich der Baron und der Reisende mit seinem Bediensteten befinden. Der Überfall missglückt. Im anschließenden Gespräch mit dem Reisenden gibt er vor, sich bei diesem zu bedanken, verrät sich dabei aber mehrfach fast selber. Die Schuld für den Überfall gibt er dabei den Juden, gegen die er Vorurteile hegt. Während er angeblich vorzeigt, wie verbrecherisch sich die Juden verhalten, entwendet er dem Reisenden seine Schnupftabaksdose. So entspricht er dem typischen Klischee des Verbrechers, der habgierig und ein bisschen ungeschickt ist. Von Anfang an geht er deshalb davon aus, dass er, wie sein Vater und Großvater schon, am Galgen sterben wird.

### Michel Stich
Michel Stich ist ein Dieb und der Komplize von Martin Krumm. Über seine Person ist fast nichts bekannt, da er nur im ersten Auftritt vorkommt. Allerdings hat er ähnliche Charakterzüge wie Martin Krumm: habgierig und dumm. Im Gegensatz zu seinem Kollegen glaubt er nicht an den Tod am Galgen.

### Der Baron
Der Baron ist ein wohlhabender Vertreter des Adels. Getrieben von Dankbarkeit für seine Rettung bietet er dem Reisenden eine Unterkunft an. Sein Gut liegt auf dem Land, und er hat, nebst wenigen Bekannten, keine Freunde. Der Baron selbst ist ein Kriegsveteran, auf Juden ist er aufgrund früherer Erfahrungen nicht gut zu sprechen. Da er es als unhöflich betrachtet, seinen Gast auszufragen, setzt er Lisette auf Christoph an, um mehr über ihn zu erfahren. Er glaubt, dem Reisenden für die Rettung etwas schuldig zu sein, und bietet ihm Reichtümer an, die der andere ablehnt. Dann will er seine Tochter mit ihm verheiraten, was jedoch nicht zustande kommt, als er erfährt, dass der Reisende ein Jude ist.

### Christoph
Er ist der einfache Bedienstete des Reisenden, der ihn vier Wochen vor den Geschehnissen des Stückes in Hamburg aufgriff. Seitdem reist er mit seinem Herrn gemeinsam, ohne dass er dessen Namen und Stand kennt. Oft zeigt er sich ihm gegenüber respektlos und stört sich nicht daran, wenn dieser ihn wegen seiner etwas unverschämten Art zurechtweist. Trotzdem merkt man, dass auch er Vorurteile gegenüber Juden und Frauen hat. Christoph sagt von sich selber, dass er ehrlich und geschwätzig sei. Er trinkt äußerst gerne Bier und Wein, dabei ist ihm die Tageszeit gleich. Er macht am Anfang des Stückes Lisette eine Liebeserklärung und erhält als Zeichen der Zuneigung die Tabaksdose von ihr.

### Lisette
Sie ist eine Bedienstete des Barons. Sie bekommt von ihm den Auftrag, durch Christoph mehr über den Reisenden herauszufinden. Sie lässt sich gerne von verschiedenen Verehrern umschmeicheln und spielt auch etwas mit ihnen, wie z. B. mit Martin Krumm oder Christoph. Sie stellt in der Handlung die Verbindungsperson zwischen den beiden dar, was sich schlussendlich als bedeutsamer Zusammenhang erweist.

### Ein junges Fräulein
Das junge Fräulein besitzt jugendliches Ungestüm, wobei sie manchmal ein wenig die Etikette vernachlässigt. Sie fühlt sich von Anfang an vom Reisenden angezogen, und ihr Ausspruch, sie versuche, aller Welt zu gefallen, lässt auf einen etwas eitlen Charakter schließen. Vollkommen überzeugt von sich spricht sie, trotz des Verbots ihres Vaters, mit Männern. Ihre selbstbewusste Art tritt öfters zu Tage, und sie hält auch ihre Meinung nicht zurück. Eine gewisse Naivität manifestiert sich, als Lisette dem Fräulein vorschlägt, ihr einige Lebensjahre zu geben und so das Fräulein älter und sich selbst jünger zu machen. Das Fräulein hat als einzige keine Vorurteile bezüglich der Juden, was jedoch eher auf Unwissenheit denn auf Weltoffenheit zurückzuführen ist.

## Form und Sprache

### Form
Das Lustspiel ist ein Einakter, der in 23 Auftritte unterteilt ist. Die Einheiten der Zeit, des Ortes und der Handlung werden eingehalten.
Die Titelgebung, die sich an die „frühaufklärerische Verlachkomödie“ anlehnt, ließ das zeitgenössische Publikum eine Ständesatire über die Juden erwarten. In Wahrheit verhöhnt das Lustspiel nicht den jüdischen Protagonisten, sondern die vorurteilsbehafteten Leser und Zuschauer, die eine solche Verhöhnung erwarten. 
Davon abgesehen nimmt das Stück zahlreiche Elemente der Typenkomödie auf: die ungesitteten Diener (Lisette und Christoph), die Intrigen (Tabaksdose) und ein glückliches Ende mit der Heirat. In diesem Fall ist es die Dienerheirat von Lisette und Christoph und nicht die erwartete Vermählung ihrer Herren, des Reisenden und des jungen Fräuleins. Diese wird durch das herrschende Verbot der Mischehe vereitelt.

### Sprache
Das Lustspiel ist in Prosa verfasst. Die Wortwahl in der Figurenrede spiegelt den Bildungsstand der jeweiligen Figur wider. Während sich die beiden Räuber und der Diener Christoph sehr volkstümlich und mitunter derb ausdrücken, verfügt der Reisende über eine gewählte Sprache, die in keiner Weise auf seine religiöse Herkunft verweist (Jiddisch). Allgemein sind die Sätze kurz gehalten. Ein wichtiges Stilmittel neben der Ellipse und der Aposiopese ist dabei die Antilabe. Besonders wirkungsvoll kommt diese zum Einsatz, als der Reisende im 22. Auftritt seine Religionszugehörigkeit verrät:
Der Reisende: […] Ich bin – –

Der Baron: Vielleicht schon verheiratet?

Der Reisende: Nein – –

Der Baron: Nun? was?

Der Reisende: Ich bin ein Jude.

Der Baron. Ein Jude? grausamer Zufall!

Christoph: Ein Jude?

Lisette: Ein Jude?

Das Fräulein: Ei, was tut das?

Lisette: St! Fräulein, st! ich will es Ihnen hernach sagen, was das tut.
Weitere dramaturgische Besonderheiten sind Botenbericht, dramatische Ironie, Beiseitesprechen und Polyptoton.

## Deutung
Lessings Lustspiel gilt als „Beitrag zur im 18. Jahrhundert beginnenden Toleranzdiskussion in Deutschland“. Gemäß Komi Kouma Kougblenou handelt es sich um eine „ernste Komödie“, die „die Auflockerung und den allmählichen Abbau“ der antisemitischen Vorurteile herbeiführen soll. Zentrale Kraft ist dabei der Humanismus, das „Gebot der Nächstenliebe“, das unabhängig von jeder Religion gelten soll. Damit etabliert Lessing in seinem Stück „eine ethische Position über allen Religionen“, den Menschen. Dabei geht es um „die Abstraktion von allen Unterschieden“, also nicht um die Frage, ob die Juden die besseren oder die schlechteren Menschen sind, sondern darum, dass sie ebenfalls Menschen sind.
Gemäß Wilhelm Große hat Lessing vorausgesehen, „auf welchem Wege eine soziale und rechtliche Verbesserung der Stellung der deutschen Juden zu erreichen sei“. Gleichzeitig wies er in seiner Komödie „auf die Art der Vorurteile gegenüber den Juden hin, erwies deren Fragwürdigkeit und versuchte, mit seiner Komödie deren verheerende Wirkung zu schwächen“. „Anhand mehrerer, in dem Lustspiel auftretender Figuren und deren unterschiedlichen Reaktionen auf die Enthüllung des Reisenden: Ich bin ein Jude stellte Lessing in Abschattung das gegenüber den Juden bestehende Vorurteil dar.“ Christoph, der Bedienstete des Reisenden, bleibt zwar seinen Vorurteilen gegenüber den Juden treu, „lässt jedoch Ausnahmen gelten und teilt nicht mehr den Hochmut der Christen“. Während diese Wankelmütigkeit auch eine komische Seite hat, bedient sich Lessing der Figur Martin Krumms, um den ausgeprägten Antisemitismus des einfachen Volkes drastisch zu veranschaulichen. Nicht viel besser ist es allerdings mit dem Adel bestellt, zeigt sich doch auch der Baron von antisemitischen Ressentiments geprägt, die auf einem singulären Ereignis beruhen. Als Einzige noch unbeeinflusst von der antisemitischen Einstellung der übrigen Figuren ist die Tochter des Barons, allerdings wird auch sie bereits von Lisette beeinflusst: „St! Fräulein, st! ich will es Ihnen hernach sagen, was das tut.“
Im Verlauf des Stücks muss der Baron seine Vorurteile Stück für Stück ablegen. Große ist überzeugt: „Der Lernprozess des Barons ist der Lernprozess des Zuschauers.“ Denn der Titel ließ die damaligen Leser davon ausgehen, dass sich dieses Stück über die Juden lustig machen wird. „Nicht mehr die Mittelpunktsfigur des Geschehens ist der Tor, vielmehr tragen die diese Figur umgebenden Personen alle Züge von Toren.“ Auch der Ausgang des Stücks entspricht nicht den damaligen Normen, „denn das Happy End in Form der Hochzeit gehörte zur Tradition des Lustspiels im 18. Jahrhundert“. Lessing verletzte in seinem Stück also einige dramaturgische Traditionen, gleichzeitig „destruiert [er] das Vorurteil gegenüber den Juden, indem er die Illegitimität des Verfahrens, vom Einzelnen auf das Allgemeine zu schließen, generell abweist“. So kann in Die Juden ein erster Schritt zum späteren Werk Nathan gesehen werden, auch wenn es bis zur „Utopie einer Menschheitsfamilie“ wie in Nathan noch ein weiter Weg ist.

## Rezeption
Der latente Antisemitismus der zeitgenössischen Kritik war so ausgeprägt, dass sie „die allzu unwahrscheinliche Schilderung des edelmütigen Juden“ bemängelten. Entsprechend wurde das Stück nur selten aufgeführt. Das Datum der Uraufführung ist umstritten. Etwa in Kindlers Neuem Literatur Lexikon (Band 10, S. 318) wird die Uraufführung auf das Jahr 1749 in Leipzig gelegt, durchgeführt von der Neuberschen Truppe. Dafür lässt sich jedoch kein Beleg finden. Eine andere Variante verlegt die Erstaufführung ins Jahr 1766 nach Nürnberg. Im Jahr 1936 studierten jüdische Schauspieler das Stück in Berlin ein; die Aufführung wurde jedoch verboten. Heute kommt das Werk kaum mehr auf die Bühne. Ein Beispiel für eine aktuelle Aufführung ist die Inszenierung im Berliner Ensemble im Jahre 2015 in der Regie von George Tabori. 
Damit werden Die Juden heute „vor allem als Vorläufer des vielschichtigeren dramatischen Gedichts Nathan der Weise angesehen“.

## Hörspielfassung
- Die Juden von Gotthold Ephraim Lessing, Bearbeitung und Regie: Leonhard Koppelmann. Mit Michael Maertens, Cornelius Obonya, Peter Matić, Pippa Galli, Brigitte Karner, Karl Markovics und Thomas Mraz. Musik: Peter Kaizar, Toni Burger, Georg Mittermayr. Ton: Friedrich Trondl, Astrid Drechsler und Manuel Radinger, ORF/NDR 2016.